# 叉尾帶龍占麗魚
叉尾帶龍占麗魚，為輻鰭魚綱鱸形目隆頭魚亞目慈鯛科的其中一種，分布於非洲馬拉威湖流域，為特有種，棲息深度5-40公尺，體長可達21公分，棲息在湖泊沙底質水域，獨居，以鰓過濾沙中無脊椎動物為食，生活習性不明，可做為觀賞魚。